# Gran Premio de Estados Unidos de Motociclismo de 1991
El Gran Premio de Estados Unidos de Motociclismo de 1991 fue la tercera prueba de la temporada 1991 del Campeonato Mundial de Motociclismo. El Gran Premio se disputó el 21 de abril de 1991 en el Circuito de Laguna Seca. Se trata de la novena edición en la historia de este Gran Premio, la sexta puntuable para el Mundial.

## Resultados 500cc
La carrera de 500cc es ganada por Wayne Rainey, que también es autor de la pole y la vuelta rápida. Para el estadounidense del Marlboro Team Roberts, esta es la segunda victoria de la temporada y aún no ha bajado del podio en las tres carreras disputadas. Segundo a casi siete segundos, el ganador llegó el australiano Mick Doohan en Honda NSR 500, mientras que tercero fue Kevin Schwantz con la Suzuki RGV Γ 500 del equipo Lucky Strike Suzuki. La clasificación general tiene a los tres pilots del podio en las tres primers posiciones: Rainey lidera con 55 puntos, Doohan es segundo con 51 y Schwantz tercero, con 46.
Como sucedió en el Gran Premio de Australia, solamente hay 16 pilotos registrados para la carrera. El número reducido de participantes se incrementa a 18 pilotos, gracias a la asignación de tarjeta de invitación a dos pilotos: Richard Oliver y Robbie Petersen, los cuales compiten en el campeonato de los Estados Unidos con el equipo Roberts.
| Pos.     | Piloto               | Equipo                 | Moto   | Tiempo     | Pts. |
| -------- | -------------------- | ---------------------- | ------ | ---------- | ---- |
| 1        | Wayne Rainey         | Marlboro Team Roberts  | Yamaha | 51:19.361  | 20   |
| 2        | Mick Doohan          | Rothmans Honda Team    | Honda  | +6.974     | 17   |
| 3        | Kevin Schwantz       | Lucky Strike Suzuki    | Suzuki | +16.603    | 15   |
| 4        | Jean-Philippe Ruggia | Sonauto Yamaha Mobil 1 | Yamaha | +19.931    | 13   |
| 5        | Eddie Lawson         | Cagiva Corse           | Cagiva | +21.851    | 11   |
| 6        | Alex Barros          | Cagiva Corse           | Cagiva | +25.091    | 10   |
| 7        | Wayne Gardner        | Rothmans Honda Team    | Honda  | +35.069    | 9    |
| 8        | Juan Garriga         | Ducados Yamaha         | Yamaha | +43.188    | 8    |
| 9        | Adrien Morillas      | Sonauto Yamaha Mobil 1 | Yamaha | +53.613    | 7    |
| 10       | Didier de Radiguès   | Lucky Strike Suzuki    | Suzuki | +1:03.059  | 6    |
| 11       | Rich Oliver          | Marlboro Team Roberts  | Yamaha | +1 Vuelta  | 5    |
| 12       | Robbie Petersen      | Marlboro Team Roberts  | Yamaha | +1 Vuelta  | 4    |
| 13       | Eddie Laycock        | Millar Racing          | Yamaha | +1 Vuelta  | 3    |
| 14       | Cees Doorakkers      | HEK-Baumachines        | Honda  | +3 Vueltas | 2    |
| 15       | Niggi Schmassman     | Schmassman Technotron  | Honda  | +4 Vueltas | 1    |
| Ret      | Doug Chandler        | Roberts B Team         | Yamaha | Ret        |      |
| Ret      | Sito Pons            | Campsa Honda Team      | Honda  | Ret        |      |
| Ret      | John Kocinski        | Marlboro Team Roberts  | Yamaha | Ret        |      |
| Sources: |                      |                        |        |            |      |

## Resultados 250cc
La carrera de 250cc se divide en dos fracciones, ya que se interrumpió en la vuelta 17 debido a la caída del piloto británico Kevin Mitchell, lo que obligó a los comisionados a detener la carrera temporalmente para quitar la motocicleta. Por lo tanto, los resultados se establecen por la suma de los tiempos de las dos fases. En ambos casos, la Honda NSR 250 conducida por Luca Cadalora es la primera en cruzar la línea de meta, que calcula un total 6 segundos sobre Wilco Zeelenberg y 15 respecto al Loris Reggiani. Cadalora consigue la tercera victoria de la temporada en tres Grandes Premios y lidera la clasificación con 60 puntos. Empatados en el segundo puesto se encuentran Zeelenberg y Carlos Cardús, ambos con 34 puntos.
| Pos.  | Piloto              | Moto    | Tiempo     | Pts. |  |
| ----- | ------------------- | ------- | ---------- | ---- |  |
| 1     | Luca Cadalora       | Honda   | 45:07.590  | 20   |  |
| 2     | Wilco Zeelenberg    | Honda   | +6.074     | 17   |  |
| 3     | Loris Reggiani      | Aprilia | +15.044    | 15   |  |
| 4     | Carlos Cardús       | Honda   | +19.352    | 13   |  |
| 5     | Masahiro Shimizu    | Honda   | +25.933    | 11   |  |
| 6     | Andreas Preining    | Aprilia | +38.725    | 10   |  |
| 7     | Martin Wimmer       | Suzuki  | +50.153    | 9    |  |
| 8     | Helmut Bradl        | Honda   | +53.263    | 8    |  |
| 9     | Àlex Crivillé       | Honda   | +59.804    | 7    |  |
| 10    | Jochen Schmid       | Honda   | +1:03.512  | 6    |  |
| 11    | Jean-Pierre Jeandat | Honda   | +1:18.138  | 5    |  |
| 12    | Carlos Lavado       | Yamaha  | +1:25.047  | 4    |  |
| 13    | Doriano Romboni     | Honda   | +1:29.149  | 3    |  |
| 14    | Harald Eckl         | Aprilia | +1:29.756  | 2    |  |
| 15    | Stefan Prein        | Honda   | +1:37.767  | 1    |  |
| 16    | Jim Filice          | Yamaha  | +1:39.633  |      |  |
| 17    | Bernard Hänggeli    | Aprilia | +1:40.754  |      |  |
| 18    | Urs Jücker          | Yamaha  | +1:46.428  |      |  |
| 19    | Leon van der Heyden | Honda   | +1:50.358  |      |  |
| 20    | Jaime Mariano       | Aprilia | +2:03.170  |      |  |
| 21    | Nick Ienatsch       | Yamaha  | +2:18.506  |      |  |
| 22    | Chris D'Aluisio     | Yamaha  | +2:22.648  |      |  |
| 23    | Rick Kirk           | Yamaha  | +2:32.444  |      |  |
| 24    | Corrado Catalano    | Honda   | +2:38.468  |      |  |
| 25    | Jon Cornwell        | Yamaha  | +2:50.132  |      |  |
| 26    | Mike Sullivan       | Yamaha  | +1 Vuelta  |      |  |
| 27    | Ian Newton          | Yamaha  | +2 Vueltas |      |  |
| Ret   | Pierfrancesco Chili | Aprilia | Ret        |      |  |
| Ret   | Alberto Puig        | Yamaha  | Ret        |      |  |
| Ret   | Frédéric Protat     | Aprilia | Ret        |      |  |
| Ret   | Kevin Mitchell      | Yamaha  | Ret        |      |  |
| Ret   | Allan Scott         | Yamaha  | Ret        |      |  |
| Ret   | Rick Tripodi        | Yamaha  | Ret        |      |  |
| Ret   | Paolo Casoli        | Yamaha  | Ret        |      |  |
| [ 4 ] |                     |         |            |      |  |